# Kislovodsk
Kislovodsk (rusky Кислово́дск) je co do počtu sanatorií největší lázeňské město v Rusku, které se nachází v Stavropolském kraji, v lázeňském regionu Kavkazskije miněralnyje vody. Město leží 234 km od města Stavropol, v severním podhůří Velkého Kavkazu v nadmořské výšce od 800 do 1 069 metrů nad mořem. Kislovodsk vznikl z ruské vojenské pevnosti založené v roce 1803. Za svůj vznik a jméno vděčí pramenům kyselé minerální vody (kyselky). Ve městě žije přibližně 126 tisíc obyvatel.

## Geografie

### Poloha a topografie
Kislovodsk se nachází na jihu Stavropolského kraje, prakticky na hranici s Karačajsko-Čerkeskem a Kabardsko-Balkarskem, 65 km od hory Elbrus. Kislovodsk leží v malebném údolí vzniklém soutokem dvou řek – Olchovky a Berezovky v povodí řeky Podkumok. Délka údolí od jihovýchodu na severozápad činí asi 4 km.
Reliéf povrchu je hornatý, takže městské obvody leží v různých výškách nad mořem; nejníže položený bod o nadmořské výšce 817 m se nachází u Narzaní galerie, nejvýše položený bod se nalézá v místním parku u sanatoria Rudé slunce 1 062 m nad mořem.
Krajina města a jeho okolí je velmi malebná. Město je obklopeno pískovcovými a křídovými horami, které tvoří četné terasy s hlubokými jeskyněmi a grottami. Samostatné bloky červeného pískovce získaly bizarní tvary v důsledku zvětrávání. Z východu je město obklopeno řetězci kopců, které tvoří střední část Džinalského hřbetu (o nadmořské výšce 1 500 m). Na severní straně údolí je Kislovodsk ohraničen horami Borgustanského hřbetu, dosahujícího výšky 1 200 m nad mořem. Džinalský a Borgustanský hřbet jsou výběžky Pastbiščného hřebene, jednoho ze severních hřbetů Velkého Kavkazu. Z jihu a jihovýchodu je Kislovodské údolí ohraničeno kuestou Skalistého hřbetu – hřebene Kabardian s výškou do 1 600 m a Bermamytským platem, rozeklanými kaňony řek Alikonovky, Berezovky a Olchovky.
Území městského okresu Kislovodsk zahrnuje vlastní město a jeho okolí, včetně území obcí Alikonovka, Belorečenskij, Industrija, Lunačarskogo, Narzannyj, Novokislovodskij a Zelenogorsk.

### Podnebí
Okolní hory chrání Kislovodsk před studenými větry a díky nim je zde jedinečné mikroklima. Navzdory skutečnosti, že město leží v hlubokém údolí mezi horami, není zde vzduch nikdy nehybný, protože údolí je průběžně provětráno čerstvým horským vzduchem proudícím soutěskami řek. Kislovodsk leží mnohem výše než jiné lázně Kavkazských minerálních vod a přitom má příznivější klimatické podmínky, což mu dává charakter horského klimatického střediska.
Podnebí je mírně kontinentální s velkým počtem slunečných dnů. Co do počtu slunečních dnů Kislovodsk patří k nejlepším lázním na světě. Průměrný počet jasných dnů je v Kislovodsku asi 300, zatímco v Pjatigorsku 98, v Železnovodsku 117, a Jessentukách 112. Průměrná roční teplota je kolem +8 °C, průměrný roční úhrn srážek 600 mm, z nichž většina spadne na jaře a počátkem léta. Tlak vzduchu je v Kislovodsku poměrně nízký (923 hPa) a je stálý, což má příznivé účinky na léčbu pacientů, kteří oceňují povzbuzující čerstvý vzduch, zejména v teplém ročním období. Relativní vlhkost je 56 – 65 %.
Zima je v Kislovodsku mírná, středně mírná, suchá, s nestabilní sněhovou pokrývkou, chladna obvykle nastupují v druhé polovině listopadu. Nejchladnější dny jsou v lednu (-4 °C), ale díky invazi studeného vzduchu teploty mohou klesat až k -20 °C, a při tání zase dosahují 18 až 19 °C. V zimě je mnoho slunečných dnů, v průběhu dne svítí slunce alespoň 4 hodiny, větry jsou velmi vzácné.
Jaro přichází později než v jiných městech kavkazských minerálních vod, počasí je proměnlivé, a to zejména v dubnu, kdy se důsledkem častých větrů měnívá sněžení na teplé počasí. Přesto je i v dubnu počet dnů bez slunečního svitu malý. Léto je dlouhé (asi 5 měsíců), nikdy horké; večer a brzy ráno je vždy chladno, průměrná teplota v červenci a srpnu je 19 °C, občas se vyskytnou deště.
Stabilní podzim začíná v září. Slunečné, suché počasí obvykle trvá až do listopadu. Srážky jsou malé, je bezvětří a slunečno.

### Vegetace
Město je velmi zelené, je tu mnoho veřejných zahrad, květinových záhonů. Chloubou města je lázeňský park. Na svazích hor kolem Kislovodska se nacházejí subalpinské louky a v okolí horské stepi. V Kislovodsku a jeho okolí jsou četné ovocné sady.

## Historie

### Chronologie osídlení v oblasti Kislovodsku
Během posledních dvou set let zkoumání dávného osídlení bylo na území Kislovodska a jeho okolí objeveno a prostudováno více než 800 archeologických nalezišť. To částečně umožnilo vytvořit chronologii kultury, která existovala na území současného Kislovodska od 5 tisíciletí před naším letopočtem. Z některých historických období nebyly dosud archeologické památky objeveny.

### Prehistorie
Ve vykopávkách v archeologickém areálu „Kabardinka-2“ ležícím 10 km na jih od Kislovodska byly nalezeny pozůstatky starověké kobanské kultury bronzové doby (13. -12. století před naším letopočtem). Velikost osady byla na tehdejší dobu významná – několik desítek domů o ploše 16 × 12 metrů. Další známou archeologickou památkou je velký komplex Klin-jar, který leží na západním okraji Kislovodska. Tento komplex obsahuje pozůstatky staveb a pohřebišť, které patří do kobanského (9. – 7. století př. n. l.), sarmatského a alanského období.

### 18. století n. l.
Ve středověku a až do konce 18. století nebylo kislovodské údolí osídleno. Existují důkazy o tom, že místo, kde je pramen minerální vody, nikomu nepatřilo a bylo v pohraničí mezi zemí Velké Kabardie na východě a územím malých abazinských kmenů na západě. Je známa pouze existence malé abazinské osady a strážního stanoviště na Křížové hoře (hoře Ducha svatého). V roce 1793 navštívil kislovodské údolí německý vědec Peter Simon Pallas. Jako první prostudoval podrobně pramem minerální vody, změřil jeho hloubku, sestavil jeho popis a předpověděl mu velkou budoucnost. Za průkopníka lázeňských pobytů je považován velitel kavkazských vojsk Iraklij I. Morkov, který se v roce 1798 utábořil nad pramenem a bral si koupele, aby se zbavil astmatu.

### Kislovodsk v 19. století

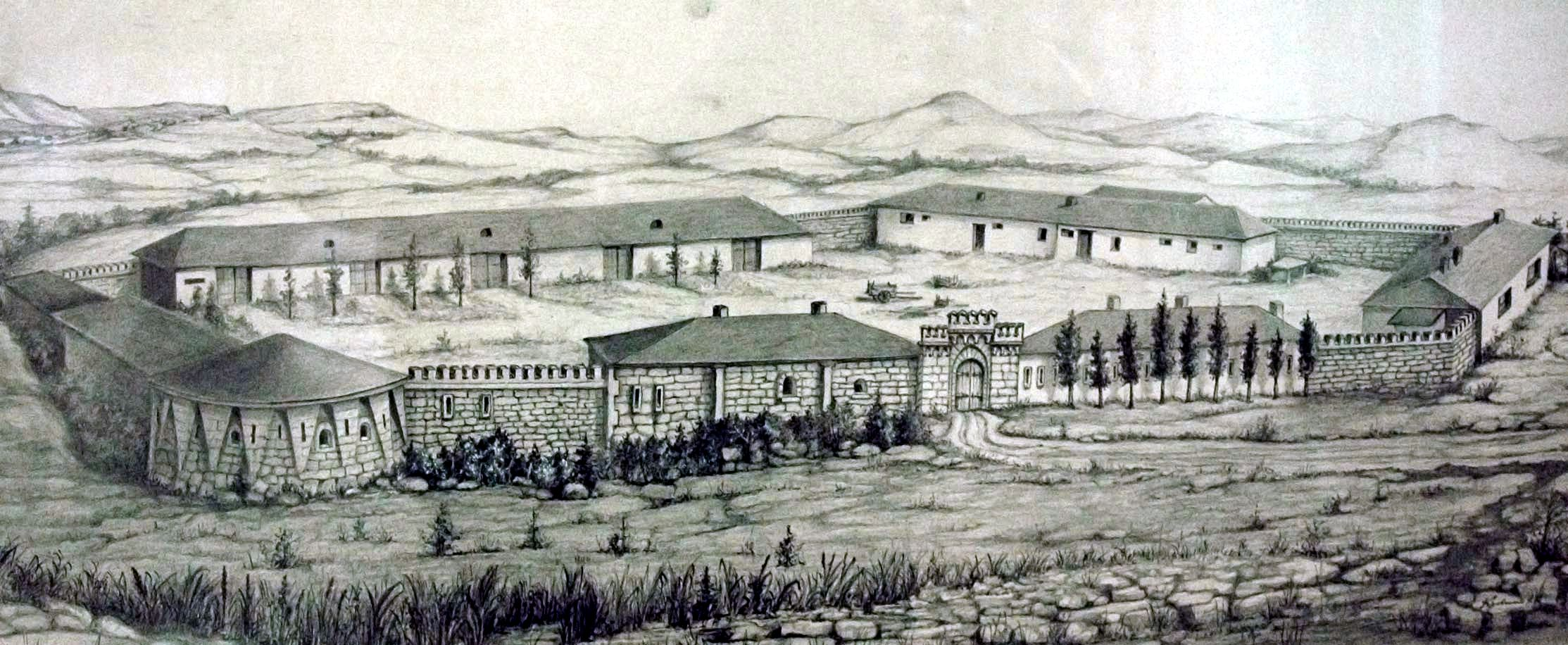
Kislovodská tvrz v druhé polovině XIX století

Dne 7. 3. 1803 vydal Alexandr I. reskript o vybudování opevnění na místě, „kde se na Kavkazu nachází kyselé vody“. Pevnost Kyselé vody, patřící k Azovsko-Mozdokské obranné linii byla postavena na vyvýšenině mezi řekami Olchovka a Berezovka od června do října 1803. Obklopena příkopem měla pevnost tvar hvězdy. Z pevnosti byl prokopán tunel k řece pro případ dlouhého obléhání. V roce 1812 byla pevnost přestavěna, budovy byly kamenné, byly postaveny vysoké kamenné hradby s cimbuřím a nárožními věžičkami. Zakladatelé a první obyvatelé Kislovodsku byli ruští vojáci, kteří zde po dokončení své služby zůstávali.
Během léta kislovodský pramen navštěvovalo stále více návštěvníků. V roce 1812 byly postaveny lázně se 3 vanami (do té doby se koupalo v jámách vykopaných v zemi). V roce 1820 tu během své první cesty na Kavkaz žil A. S. Puškin, který přijel s rodinou generála Nikolaje Rajevského.

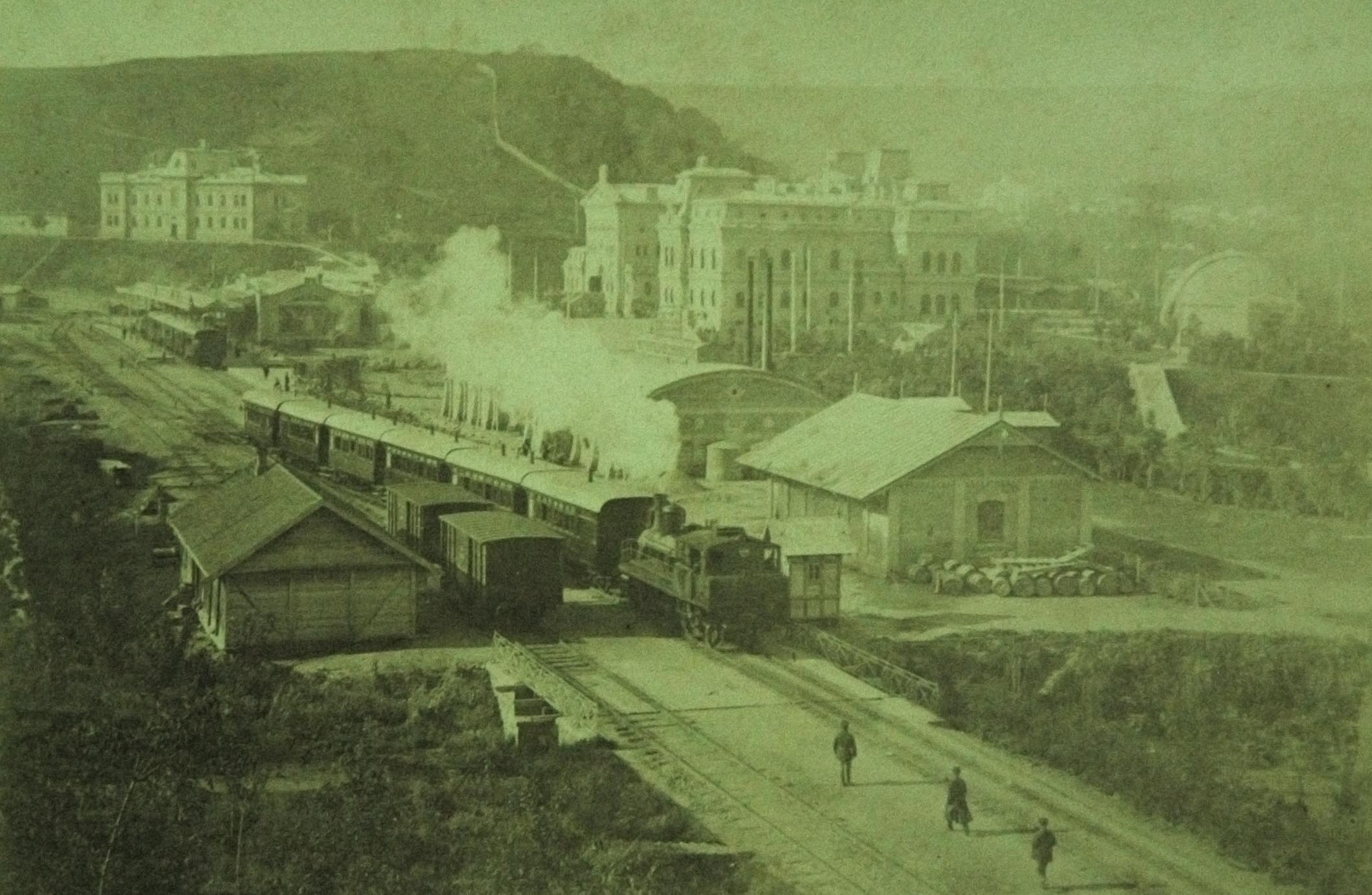
Železniční nádraží a kasino u vjezdu do Kislovodska (počátek dvacátého století)

Zvláštní roli v rozvoji Kislovodska hrál generál Alexej Petrovič Jermolov, díky němuž byl přední okraj kavkazské válečné linie přesunut dál na jih a který tak zastavil útoky horalů. Byla postavena luxusní dvoupatrová restaurace s kolonádou a schodiště vedoucí do parku a k pramenu. Pod schodištěm byla postavena grotta (nyní Lermontovskij). V restauraci byl rozsáhlý taneční sál, jakož i zařízení pro návštěvníky. Kromě toho se v roce 1823 na rozkaz generála Jermolova začalo s výstavbou kislovodského parku.
V polovině 19. století byla kislovodská pevnost přestavěna architektem S. Uptonem. Do roku 1873 byl Kislovodsk již dobře ozeleněn.
V Kislovodsku se usadila řada obchodníků, šlechticů a inteligence z hlavního města. Počet obyvatel rychle rostl a od roku 1881 do 1891 se zvýšil z 1 551 na 6 000.
Velký význam mělo vybudování silnice ze stanice Miněralnyje Vody do Kislovodsku v roce 1875, a zejména výstavba železnice z Miněralných Vod v roce 1893, díky čemuž město získalo spojení s ostatními městy země. To okamžitě zvýšilo počet návštěvníků a v důsledku toho zvýšilo nároky na počet ubytovacích míst a dodávek vody. V roce 1895 bylo město připojeno na hydroelektrárnu. V roce 1896 byla otevřena malá stáčírna minerální vody. Ruský spisovatel Dmitrij Mamin-Sibirjak v těch letech napsal o Kislovodsku „Město je krásné, ulice leží na strmých březích řeky. Celkový pohled je velmi krásný a velkolepé nádraží by mohlo být ozdobou jakéhokoli hlavního města“.

### Kislovodsk ve století 20.
V roce 1903 kislovodská osada obdržela statut města. V blízkosti Kurzalu v Horním parku byla postavena hudební hala, která byla pojmenována křišťálovou pro své výborné akustické vlastnosti. Ve 30. letech 20. století bylo postaveno 20 nových sanatorií a dalších 22 sanatorií vzniklo rekonstrukcí budov penzionů, sídel a hotelů.
V roce 1928 architekt P. Eskov postavil v centrální části města, vedle hlavních minerálních lázní, budovu „Říjnových koupelí“ se 60 kabinkami, která se vyznačuje velkorysými vnějšími tvary, pohodlím, kompaktním uspořádáním interiéru, dostatkem vzduchu a světla a která měla zdrž o objemu 400 metrů krychlových. V letech 1935 – 1938 bylo v Kislovodsku uvedeno do provozu krásné sanatorium dle projektu architektů Ginzburga, Popova, Vachtangova a Špalka, které do dneška zůstalo jednou z nejpohodlnějších budov lázní. Ve stejném období architekt Meran Meržanov postavil „Sanatorium-hotel NKVD“ (nyní „Kislovodsk“) a sanatorium „Rudé kameny“ s luxusem a maximálním komfortem.

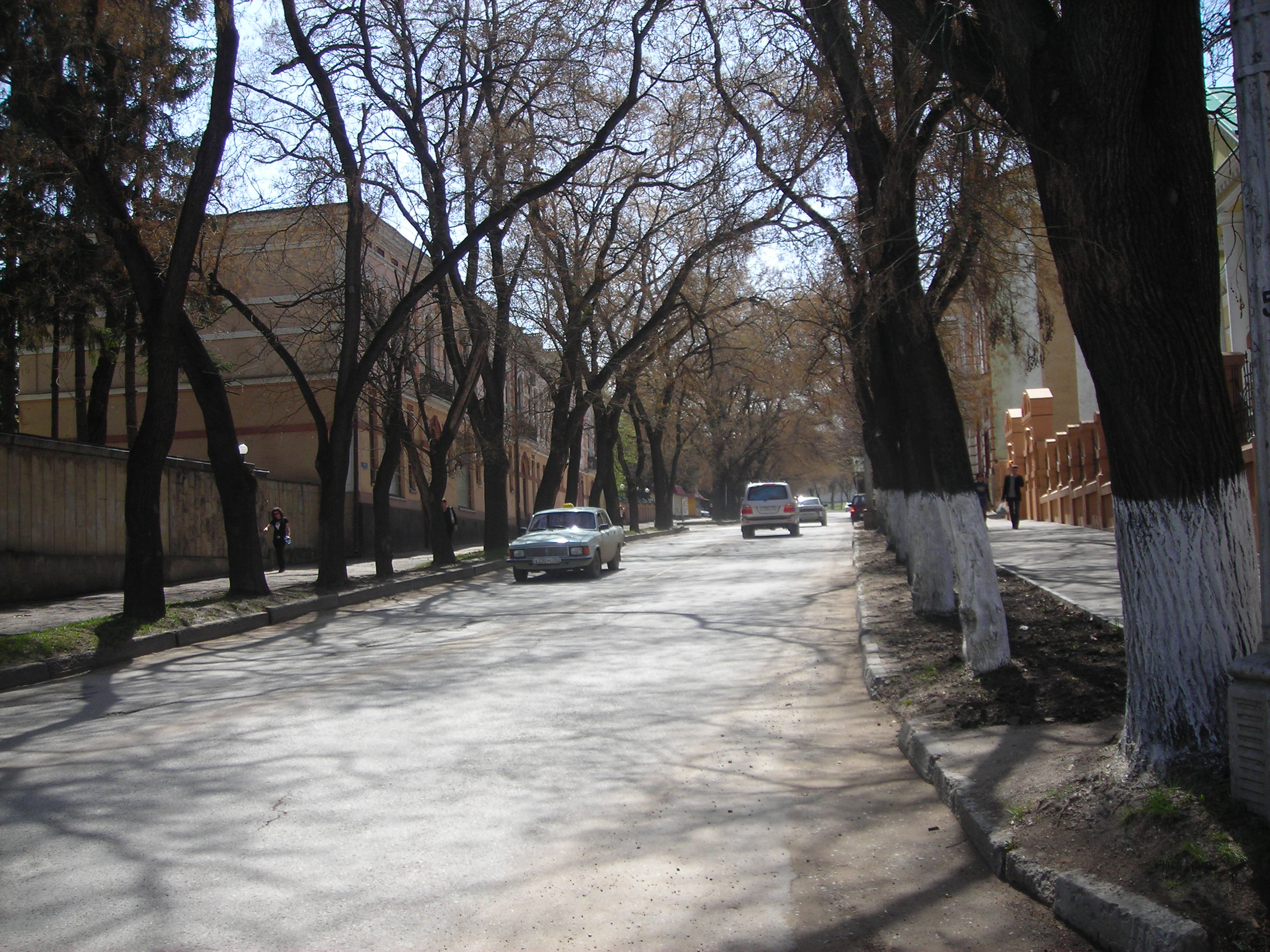
Třída Míru

Všech 20 zdravotnických lázní postavených v Kislovodsku do druhé světové války bylo provedeno, aby splňovalo vysoké hygienické požadavky a poskytovalo pacientům maximální pohodlí. Vnější tvar budov byl moderní, plochy byly ozeleněny a přizpůsobeny klidnému odpočinku a léčbě. Dodnes slouží lidem. Budovy lázní jsou architektonickými památkami ruské architektury 30. let. Po začátku Velké vlastenecké války byl další rozvoj lázní přerušen, Kislovodsk byl přeměněn na nemocniční základnu. Již v srpnu 1941 zde bylo připraveno 36 nemocnic ze sanatorií a hotelů. Město Kislovodsk získalo Řád Vlastenecké války I. stupně za velkou nezištnou práci v léčení a rehabilitaci vojáků, která významně přispěla ke zlepšení zdraví, a za své úspěchy v ekonomickém a kulturním rozvoji.
Do roku 1950 byla plně obnovena všechna sanatoria a léčebná zařízení, proveden velký hydrogeologický výzkum, který zvýšil zásoby minerálních vod pro balneologické účely. Spolu s opravami začala nová výstavba a vylepšování města. Dle projektů architekta Andreje Ole byla v roce 1951 postavena prvotřídní sanaoria „Horní vrchy“ a „Piket“. V roce 1952 byla zahájena stavba sanatorií „Horní vzduch“ a „Moskva“. V roce 1955 postavil kolchoz „Rusko“ z Novoalexandrovského okresu ve Stavropolském kraji pro zemědělce nádherné sanatorium „Kolos“. Všechna nová lázeňská střediska byla vybavena soudobým zařízením, nabízejícím nejvýhodnější příslušenství pro nemocné. Na rozvoj lázeňství, jeho obnovu a rekonstrukci bylo investováno více než 600 milionů rublů.

## Pamětihodnosti
Narzaní galerie. Postavena v letech 1848–1953 (architekti Upton a François) ve středověké anglickém stylu. Místo procházky a pití minerální vody. Nachází se v ní „vroucí jámy“ (pramen minerální vody), picí místnosti, lázeňská knihovna s čítárnou.

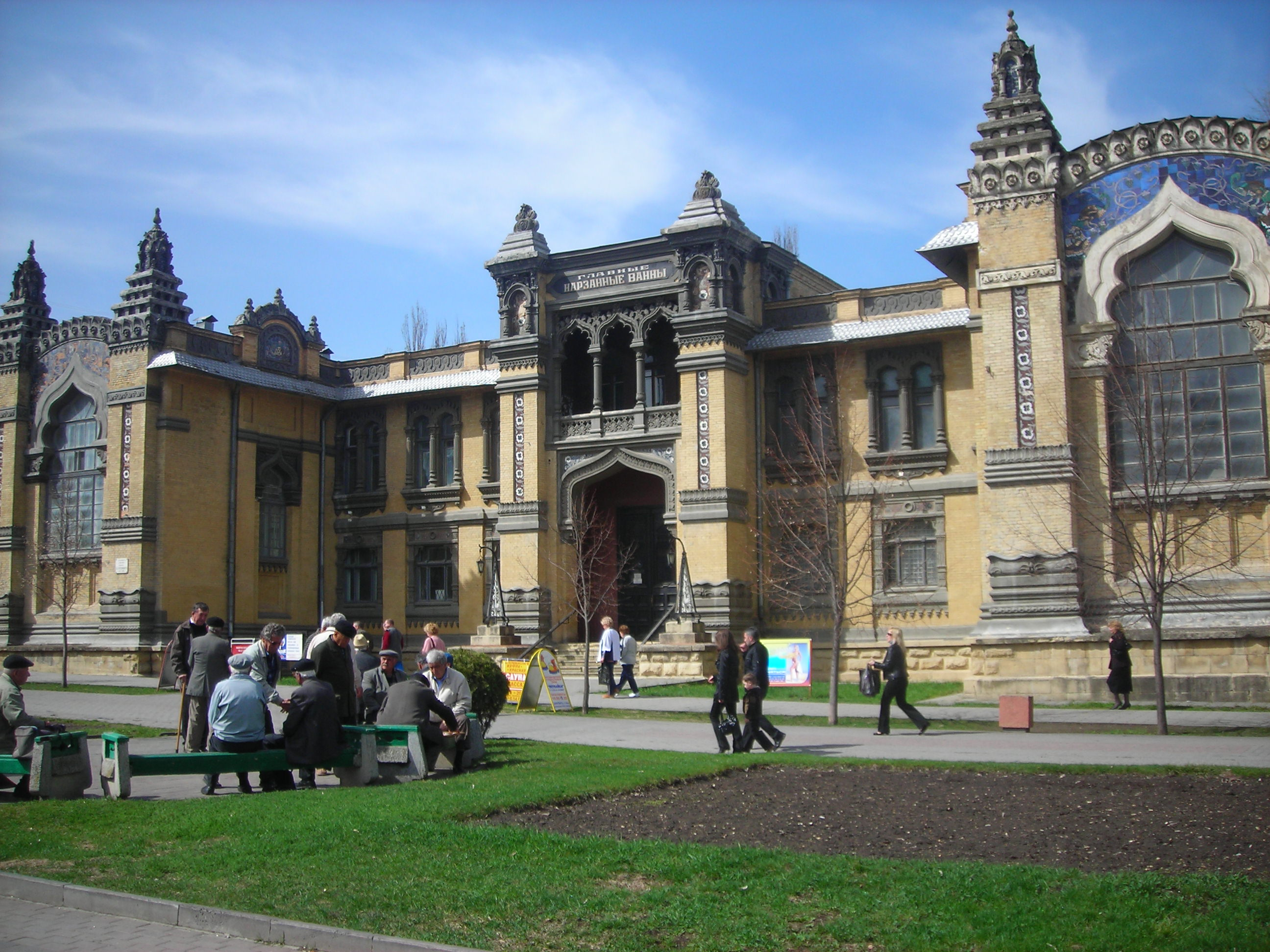
Hlavní Narzan koupel v lázních Boulevard

Architektonicky zajímavou stavbou je budova Hlavních lázní. Budova je postavena ve východním stylu.
Pozoruhodným místem je Kolonáda, symbolizující vstup do lázeňského parku, vizitka Kislovodska. Polokruhový struktuře připomíná tvarem a umístěním blízkou Narzaní galerii – hlavně ve sloupech, uspořádaných ve dvou úrovních.
- Kislovodská pevnost
- Kaskádové schodiště
- Šaljapinova chata
- Budova filharmonie
- Zámek lsti a lásky
- Medové vodopády

## Slavní rodáci
- Arthur Adamov (1908–1970) – francouzský spisovatel a dramatik
- Alexandr Solženicyn (1918–2008) – ruský spisovatel, básník, sociální a politický aktivista, laureát Nobelovy ceny
- Jurij Ščukin (* 1979) – kazašský tenista

## Doprava
Město má železniční stanici Kislovodsk, konečnou na slepé trati z Miněralných Vod. Silnice spojující město Miněralnymi Vodami a Čerkeskem. Staví se dálnice jižním směrem do nového lyžařského střediska v regionu Elbrus. Nejbližší letiště se nachází přibližně 60 km od Kislovodsku v blízkosti města Miněralnyje Vody.

## Ekonomika
Podstatnou část hospodářství Kislovodska tvoří lázeňský sektor. V Kislovodsku se nachází více než 60 lázní a hotelů. Polovina obyvatel pracuje ve službách pro rekreanty, kteří sem přijíždějí za odpočinkem a na léčení.

## Etnické složení
K roku 2008
1. Rusové – 94 415 osob (70,0%)
2. Arméni – 17 496 osob (12,96%)
3. Karačajové – 12 475 osob (10,15%)
4. Ukrajinci – 2 951 osob (2,27%)
5. Gruzíni – 1 364 osob (1,05%)
6. Abazinci – 2 596 osob (1,97%)

A také: Řekové, Lakcové, Balkárci, Osetové, Ázerbájdžánci, Darginci, Avarci, Čečenci, Inguši, Tabasarani, Čerkesové a Kabarďané.

## Partnerská města
Kislovodsk má 7 partnerských měst:
- Aix-les-Bains, Francie
- Baguio, Filipíny
- Batumi, Gruzie
- Kirjat Jam, Izrael
- Muscatine, USA
- Nazran, Rusko
- Velingrad, Bulharsko